# Edward Finch (diplomate)
Edward Finch-Hatton (c.1697 – 16 mai 1771) est un diplomate et homme politique anglais.

## Biographie
Il est né Edward Finch, 5e fils de Daniel Finch (2e comte de Nottingham), et de sa seconde épouse, Anne Hatton, fille et unique héritière de Christopher Hatton (1er vicomte Hatton). Il fait ses études dans une école à Isleworth et à Trinity College, Cambridge, où il obtient un M. A. en 1718. Ensuite, il fait un Grand Tour de 1720 à 1723, visitant la France, l'Italie et le Hanovre.
En 1724, il commence une carrière de diplomate, représentant la Grande-Bretagne comme envoyé extraordinaire de la diète impériale de Ratisbonne, dans l'hiver de 1724 à 1725, puis, successivement, en tant que Ministre en Pologne, en Suède et en Russie entre 1725 et 1742, passant le plus de temps à Stockholm, de 1728 à 1739. À son retour en Angleterre, il est nommé Valet de la chambre du Roi, un poste qu'il occupe, malgré les changements de gouvernement, jusqu'en 1756. Il devient Maître de la robe et de Gardien de la bourse privée en juin 1757 et Arpenteur du Roi en novembre 1760.
Il sert en tant que député pour l'Université de Cambridge de 1727 jusqu'à ce qu'il retire de la vie publique, en 1768. En 1764, il prend le nom supplémentaire de Hatton, conformément à la volonté de sa grand-tante Anne Hatton, dont il hérite. Il épouse Elizabeth Palmer, fille de Sir Thomas Palmer (4e baronnet) (en), de Wingham, le 9 septembre 1746. Ils ont deux fils et trois filles.
Leur fils aîné George Finch-Hatton devient député, et est remplacé à son tour par son propre fils George Finch-Hatton, qui devient le 10e comte de Winchilsea.